# Primitivni korijen
Primitivni korijen jedan je od temeljnih pojmova elementarne teorije brojeva, odnosno njene grane, modularne aritmetike.
Kažemo da je broj {\displaystyle g} primitivni korijen modulo {\displaystyle n} ako je svaki broj relativno prost s {\displaystyle n} kongruentan s potencijom broja 
{\displaystyle g} modulo {\displaystyle n}. Drugim riječima, {\displaystyle g} je primitivni korijen modulo {\displaystyle n} ako za svaki cijeli broj relativno prost s {\displaystyle n} postoji neki cijeli broj {\displaystyle k}  za koji je {\displaystyle g^{k}\equiv a{\pmod {n}}}. 
Broj {\displaystyle k} zovemo indeks ili diskretni logaritam od {\displaystyle a} po bazi {\displaystyle g} modulo {\displaystyle n}. Uočimo da je {\displaystyle g} primitivni korijen modulo {\displaystyle n} ako i samo ako je {\displaystyle g} generator multiplikativne grupe cijelih brojeva modulo {\displaystyle n}.
Dodajmo da se, ako su {\displaystyle a} i {\displaystyle n} relativno prosti prirodni brojevi, najmanji prirodni broj {\displaystyle d} sa svojstvom da je {\displaystyle a^{d}\equiv 1{\pmod {n}}} zove red od {\displaystyle a} modulo {\displaystyle n}. Još kažemo da {\displaystyle a} pripada eksponentu {\displaystyle d} modulo {\displaystyle n}.
Alternativna definicija primitivnog korijena kaže da ako je red broja {\displaystyle a} modulo {\displaystyle n} jednak {\displaystyle \varphi {(n)}} tada je {\displaystyle a} primitivni korijen modulo {\displaystyle n}.

## Teoremi vezani uz primitivne korijene
Neka je {\displaystyle d} red od {\displaystyle a} modulo {\displaystyle n}. Tada za prirodan broj {\displaystyle k} vrijedi {\displaystyle a^{k}\equiv 1{\pmod {n}}} ako i samo ako {\displaystyle d\vert k}. Posebno, {\displaystyle d\vert \varphi {(n)}}.
Dokaz. Ako {\displaystyle d\vert k}, recimo {\displaystyle k=d\cdot l}, onda je {\displaystyle a^{k}\equiv {(a^{d})}^{l}\equiv 1{\pmod {n}}}. Podijelimo sada {\displaystyle k} sa {\displaystyle d}, pa dobivamo {\displaystyle k=q\cdot d+r}, gdje je {\displaystyle 0\leq r<d.} Sada je {\displaystyle 1\equiv a^{k}\equiv a^{qd+r}\equiv {(a^{d})}^{q}\cdot a^{r}\equiv a^{r}{\pmod {n}}} pa zbog minimalnosti od {\displaystyle d} slijedi da je {\displaystyle r=0}, tj. {\displaystyle d\vert k}.

## Neka svojstva
Neka su {\displaystyle r,p,r<5\leq p} fiksirani prosti brojevi. Promotrimo koje ostatke pri dijeljenju s {\displaystyle p} redom daju elementi skupa {\displaystyle S=\{r,r^{2},r^{3},...,r^{p-1}\}}. Prva stvar koju treba uočiti je ta da će, prema Eulerovom teoremu, vrijediti {\displaystyle r^{p-1}\equiv 1{\pmod {p}}}. Zbog ovoga će se ostatci modulo p za {\displaystyle r^{p},r^{p+1},r^{p+2},...,r^{2p-1}} redom podudarati s ostatcima koji daju brojevi {\displaystyle r,r^{2},r^{3},...} modulo p. Drugim riječima, vrijedit će {\displaystyle r\equiv r^{p}{\pmod {p}},r^{2}\equiv r^{p+1}{\pmod {p}}}, i tako dalje sve do {\displaystyle r^{k}\equiv r^{p+k}}. 
Zato će, za proučavanje ostataka brojeva u formi {\displaystyle r^{k}} (za bilo koji {\displaystyle k\in \mathbb {N} }) modulo p biti dovoljno promatrati svojstva skupa {\displaystyle S}. Uočimo još da prvi element skupa {\displaystyle S}, broj {\displaystyle r}, ne može davati ostatak 1 modulo p. Upravo ta pojavljivanja ostatka 1 u nizu brojeva {\displaystyle r,r^{2},r^{3},...,r^{p-1}} će zato određivati cikličku strukturu skupa {\displaystyle S}, što će se dolje podrobnije objasniti.
Prva lema. Ne postoje dva uzastopna člana skupa {\displaystyle S} koja su kongruentna modulo p, tj. ne postoji {\displaystyle k\in \mathbb {N} } takav da je {\displaystyle r^{k}\equiv r^{k+1}{\pmod {p}}}. Dokaz. Pretpostavimo da takav {\displaystyle k} postoji. Onda je {\displaystyle r^{k}\equiv r^{k+1}} iz čega slijedi da {\displaystyle p} dijeli {\displaystyle r^{k}(r-1),} što nije moguće jer su {\displaystyle r^{k},p} relativno prosti te {\displaystyle r-1\not \mid p}.
Druga lema. Neka je {\displaystyle x} najmanji broj takav da je {\displaystyle r^{x}\equiv 1{\pmod {p}}}. Ako je {\displaystyle r^{x}\equiv r^{y}{\pmod {p}},x<y} tada je 
{\displaystyle y} višekratnik od {\displaystyle x}. Dokaz. Naime, zapišimo {\displaystyle y} u obliku {\displaystyle y=x+n,n\in \mathbb {N} }. Tada iz tvrdnje leme slijedi {\displaystyle p\vert r^{x}(r^{n}-1)}. Jedina mogućnost je da je {\displaystyle r^{n}\equiv 1{\pmod {p}}}. Kako je {\displaystyle x} najmanji broj s ovim svojstvom slijedi da su brojevi {\displaystyle r^{x},r^{2x},r^{3x},...} skupa {\displaystyle S} kongruentni 1 modulo p. Isto tako, znači da će se ostatci brojeva u nizu {\displaystyle r,r^{2},...,r^{x}} redom ciklički ponavljati i poklapati s ostatcima brojeva u nizu {\displaystyle r^{x+1},r^{x+2},...,r^{2x}} i tako sve do {\displaystyle r^{p-1-x+1}=r^{p-x},r^{p-x+1},...,r^{p-1}}.
Treća lema. Ako je najmanji broj {\displaystyle x} takav da je {\displaystyle r^{x}\equiv 1{\pmod {p}}} jednak {\displaystyle x=p-1}, tada skup {\displaystyle S} čini potpun sustav ostatka do na nulu (bez nule). Prvo, očito je da niti jedan od elemenata skupa {\displaystyle S} ne daje ostatak 0 pri dijeljenju s p. Dalje, pretpostavljamo da vrijedi {\displaystyle r^{k}\equiv r^{k+n}{\pmod {p}}} za {\displaystyle n<p-1}. Ovo povlači {\displaystyle r^{n}\equiv 1{\pmod {p}}}, što je u kontradikciji s pretpostavkom da je {\displaystyle x=p-1.}
Četvrta lema. Ako je {\displaystyle r^{x}\equiv 1{\pmod {p}}}, tada {\displaystyle x|p-1}. Dokaz. Pretpostavimo da je {\displaystyle 2\leq x\leq p-3} (prema svemu gore navedenome jasno je da vrijedi {\displaystyle x\neq 2,x\neq p-2}) najmanji prirodni broj takav da je {\displaystyle r^{x}\equiv 1{\pmod {p}},x\not \mid p-1}. 
Pretpostavimo još da je {\displaystyle r^{x}} prvi broj u nizu {\displaystyle r,r^{2},...,r^{x}} koji je kongruentan 1 modulo p. Pokazat ćemo da ovo ne smanjuje općenitost.
Dokazali smo gore da su ostatci {\displaystyle r,r^{2},...,r^{x-1}} međusobno različiti. Očito je da će se, nakon {\displaystyle r^{x}}, idućih {\displaystyle x} ostataka ponavljati, i onda sljedećih {\displaystyle x}, itd. Uz to, uočimo da treba biti {\displaystyle r^{p-1}\equiv r_{1},...,r^{p-1+x}\equiv r^{x}} modulo p. No, dolazimo do kontradikcije jer, bi se, zbog toga što {\displaystyle x\not \mid p-1}, ostatak koji daje broj {\displaystyle r^{x}} pojavio na mjestu prije {\displaystyle r^{p-1+x}}, što je u suprotnosti s pretpostavkom o minimalnosti broja {\displaystyle x}.
Ako pak postoji {\displaystyle r^{m}\equiv 1{\pmod {p}},1<m<x,m|p-1} očito je da bi {\displaystyle x} "narušio" ponavljanja ostataka koja bi se tada trebala pojaviti. 
Ovime je dokazano da ako je {\displaystyle r^{x}\equiv 1{\pmod {p}}} mora biti {\displaystyle x|p-1}.   

### Primjeri
Navest ćemo dva elementarna primjera.
Potencije {\displaystyle 2,2^{2},2^{3},2^{4},} modulo 5 će redom dati ostatke 2, 4, 3, 1 pri dijeljenju s 5. Dakle, ovdje nema cikličkog ponavljanja, jer se ostatak 1 prvi puta pojavljuje tek na posljednjem mjestu niza, ali su zato navedeni svi ostaci, osim nule, modulo 5.
Za primjer cikličkog ponavljanja ostataka, uzmimo potencije {\displaystyle 2,2^{2},...,2^{6}} modulo 7. Ovi brojevi redom daju ostatke 2, 4, 1, 2, 4, 1 modulo 7. Vidimo da očito nisu navedeni svi ostatci modulo 7, ali se zato ostatci uredno ciklički ponavljaju jer se ostatak 1 pojavio na trećem umjesto na posljednjem mjestu, za razliku od prethodnog primjera.